# Mia Korf
Mia Korf (* 1. November 1965 in Ithaca, New York) ist eine US-amerikanische Schauspielerin.

## Leben
Mia Korf ist die Tochter eines Universitätsprofessors, der europäische Wurzeln hat, und einer Architektin und Künstlerin, die japanische Wurzeln hat. Sie wuchs in Ithaca auf und besuchte die Cornell University, für bildende und darstellende Kunst.
Korf begann 1988 ihre Fernsehkarriere in der Daily Soap Loving, in der sie einen Gastauftritt hatte. Danach trat sie insbesondere durch Gastrollen in mehreren Serien in Erscheinung und hat auch Theater gespielt.
Mia Korf lebt in Los Angeles und war bis 2010 mit dem Schauspieler Jeffrey Lebeau verheiratet.

## Filmografie (Auswahl)
- 1990: The Days and Nights of Molly Dodd (Fernsehserie, 3 Folgen)
- 1991–1993: Liebe, Lüge, Leidenschaft (One Life to Live, Daily Soap, 10 Folgen)
- 1995: Party of Five (Fernsehserie, 3 Folgen)
- 1996: Nowhere Man – Ohne Identität! (Nowhere Man, Fernsehserie, Folge 1x19)
- 1996: Chicago Hope – Endstation Hoffnung (Chicago Hope, Fernsehserie, Folgen 2x22–2x23)
- 1996: Der Sentinel – Im Auge des Jägers (The Sentinel, Fernsehserie, Folge 2x05)
- 1997–1998: Players (Fernsehserie, 17 Folgen)
- 1999: Pretender (The Pretender, Fernsehserie, Folge 3x10)
- 1999: Becker (Fernsehserie, Folge 2x06)
- 2001: Crossing Jordan – Pathologin mit Profil (Crossing Jordan, Fernsehserie, Folge 1x01)
- 2002: The Agency – Im Fadenkreuz der C.I.A. (Fernsehserie, 3 Folgen)
- 2004: New York Cops – NYPD Blue (NYPD Blue, Fernsehserie, Folge 11x16)
- 2004: Nip/Tuck – Schönheit hat ihren Preis (Nip/Tuck, Fernsehserie, Folge 2x09)
- 2004: JAG – Im Auftrag der Ehre (JAG, Fernsehserie, Folge 10x07)
- 2005: Strong Medicine: Zwei Ärztinnen wie Feuer und Eis (Strong Medicine, Fernsehserie, Folge 6x07)
- 2006: Vanished (Fernsehserie, 3 Folgen)
- 2007: Cold Case – Kein Opfer ist je vergessen (Cold Case, Fernsehserie, Folge 5x11)
- 2008: Eli Stone (Fernsehserie, Folge 1x12)
- 2013: Playdate
- 2021: Marvel’s Hit-Monkey (Animationsserie, Folge 1x10)